# Mongolský vpád na Moravu
Mongolský vpád na Moravu, který se uskutečnil roku 1241, je spíše znám jako vpád Tatarů. Je však chybou ztotožňovat Mongoly s Tatary, protože jde o dvě etnicky odlišné skupiny. Nicméně Tataři, resp. různé turkické kmeny, sloužili v mongolském vojsku a Mongoly početně převyšovali.

## Mongolové a Tataři
Jestliže Mongolové tvořili nejvyšší velení invazní armády, jakousi úzkou elitní a vládnoucí vrstvu, pak Tataři, přesněji různé kmeny hovořící turkickými jazyky, byli hlavní a nejpočetnější silou tohoto vojska. Evropští kronikáři nerozlišovali jednotlivé skupiny mongolské armády a jménem „Tataři“ (případně „Tartaři“) nazývali všechny kočovníky, kteří vpadli do evropských států. Toto pojmenování bylo populární i proto, že je souzvučné s řeckým slovem Tartaros, tj. peklo, asijští nájezdníci totiž byli v křesťanské Evropě pro svou krutost i nezvyklý vzhled pokládáni za pekelníky, jak o tom svědčí např. dobová kronika Matouše Pařížského.

## Postupy Mongolů
Expanze Mongolů pod vedením Čingischána směrem do Evropy začala již v roce 1223, kdy porazili Kumány (Polovce, Kipčaky) a zmocnili se okolního území až k severnímu břehu Kaspického moře. Přemístili se pak směrem k Azovskému moři, kde na řece Kalce roku 1223 zcela rozdrtili spojená vojska Kumánů a ruských knížat v čele s kyjevským velkoknížetem Mstislavem III. Vítězná vojska pronásledovala ruské vojsko ke břehům Dněprů, záhy se ale stáhla na východ do Volžského Bulharska.
K dalším mongolským vpádům do Evropy došlo roku 1236 a v letech 1237–1240, kdy si mongolská vojska podmanila Kyjevskou Rus. V roce 1241 postupovala mongolská vojska do Evropy dvěma proudy, jeden do Polska a druhý do Uher. V Polsku se 9. dubna 1241 uskutečnila bitva u Lehnice, při níž byla poražena spojená vojska polského knížete Jindřicha, Moravanů, Slezanů, Bavorů a oddílu templářů.
Vojsko českého krále Václava I. do boje nezasáhlo. Jejich hlavní proud se obrátil na Moravu, kde zpustošil pouze Opavsko a jablunkovským průsmykem se přehnal do Uher, aby se spojil se zbylým vojskem. Mongolský postup byl zastaven v roce 1242 po přechodu zamrzlého Dunaje až chorvatským vojskem na Grobnickém poli. Po stažení se za Dunaj se mongolská vojska dozvěděla, že zemřel jejich chán Ögedej, a chystá se volba nového chána. Chán Batu spěchal i s armádou zpátky do centra mongolské říše.

## Dalimilovy verše
V roce 1310 napsal kronikář Dalimil verše, vztahující se k Tatarům, kteří byli poraženi u Olomouce. V 2. polovině 14. století pak zprávu o obléhání Olomouce Tatary uvádí Přibík Pulkava z Radenína, který poprvé zmínil pána ze Šternberka, avšak událost vztahuje k jinému roku než Dalimil. V 16. století obě zprávy spojil a po svém si vyložil Václav Hájek z Libočan. Ten vytvořil postavu Jaroslava ze Šternberka, kterého vylíčil ve své Kronice české z roku 1541 jako udatného rytíře, jenž porazil Tatary u Olomouce. Tohoto vylíčení děje se ujali i falzifikátoři Rukopisu královédvorského nebo český historik Antonín Boček.
Kronikáři, kteří byli současníky krále Václava I., však řádění Tatarů ani boje na Moravě neuvádějí, takovou závažnou věc by jistě zaznamenali. Je pravděpodobné, že mongolská vojska se přes Moravu z Polska do Uher pouze přehnala, aniž by způsobila závažnější škody či svedla bitvu. Dalimilovy verše se tak s největší pravděpodobností vztahují k roku 1253, kdy na Moravu vtrhlo vojsko uherského krále Bély IV., jehož podstatnou část vojska tvořili Kumáni. Ti se v mnohém podobali svou vizáží Mongolům a podobně se též oblékali. Tato vojska Moravu skutečně zpustošila a Olomouc nedobyla. Přibík Pulkava z Radenína ve své kronice spojuje obléhání Olomouce údajnými Tatary s rokem 1253, a uvádí i jméno pána ze Šternberka. Pravděpodobně tedy došlo k historickému omylu, kdy pozdější kronikáři zaměnili Tatary s Kumány a v případě Dalimila si též spletli letopočty.

## Svatohostýnská tradice

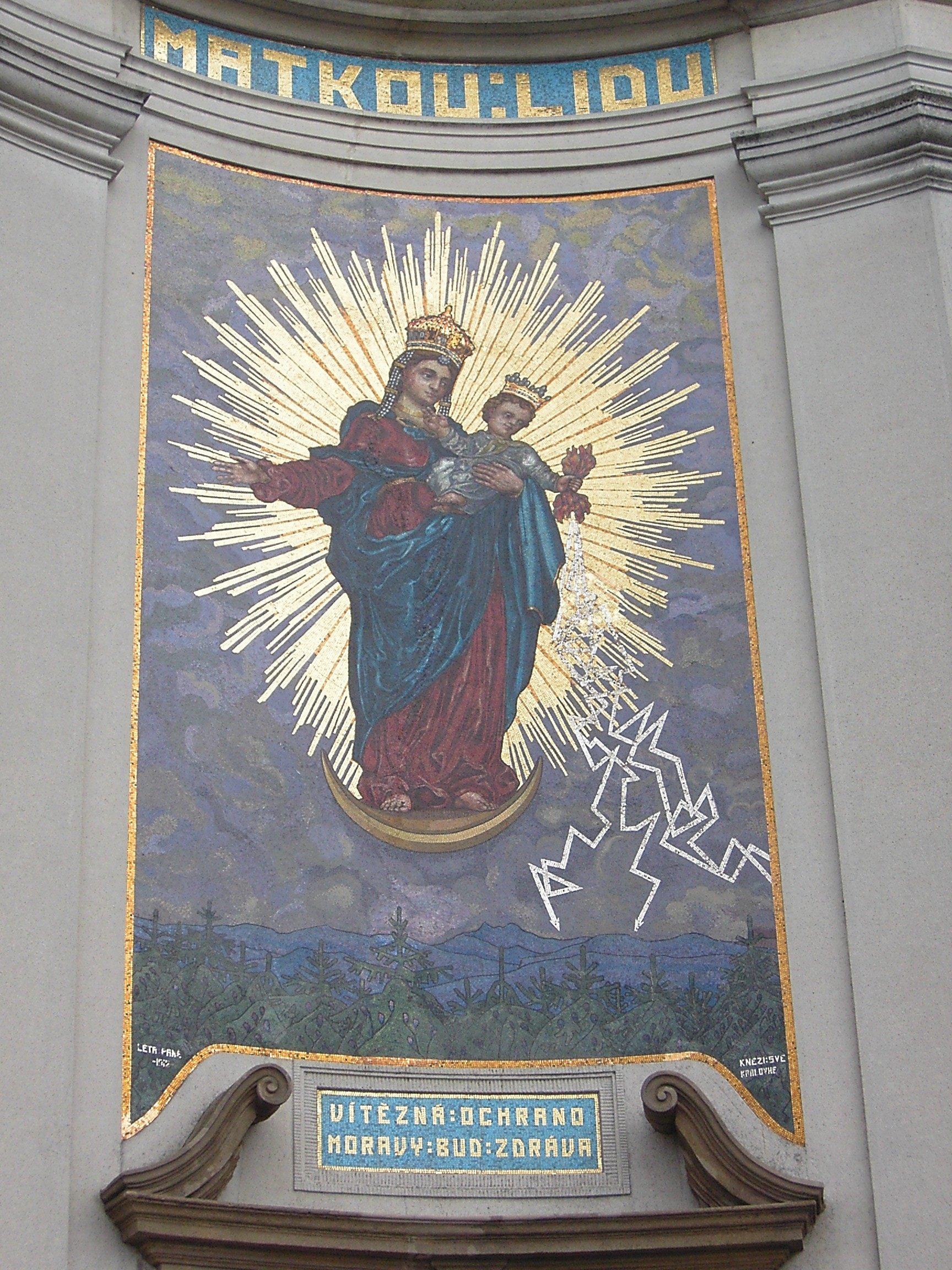
Panna Maria sesílající blesky na Tatary

Podle tradice, která se váže k poutnímu místu Svatý Hostýn, na tomto místě roku 1241 hledali lidé útočiště před Tatary. Modlili se k Panně Marii, která pak zapálila bleskem tatarské ležení pod horou Hostýn a seslala na ně prudký déšť s přívaly vody a tím je zahnala na útěk. Tuto legendu zaznamenal roku 1665 jezuita Bohuslav Balbín. U Tatarů se údajně traduje, že byli v dávných dobách poraženi na Moravě.